# Pissodaro
Pissodaro (in greco antico: Πιξώδαρoς?, Pixódaros; ... – 335/334 a.C.) è stato un nobile cario, satrapo di Caria dal 340 a.C. fino alla sua morte.

## Biografia
Pissodaro era figlio del satrapo Ecatomno e fratello di Mausolo, Idrieo, Artemisia II e Ada; Mausolo diventò satrapo dopo il padre, e dopo di lui Idrieo, che sposò Ada. Nel 343 a.C. Idrieo morì e Ada prese il suo posto; nel 340 a.C., tuttavia, Pissodaro si ribellò alla sorella e usurpò il suo titolo, riuscendo a esiliarla ad Alinda. Pissodaro cercò di far sposare la figlia Ada ad Arrideo, figlio di Filippo II di Macedonia, ma il fratellastro di Arrideo, Alessandro, tentò di sposare Ada, facendo infuriare Filippo che sciolse il fidanzamento. Pissodaro fece quindi sposare la figlia con il nobile persiano Orontobate; nel 335/334 a.C. Pissodaro morì, lasciando la satrapia al genero Orontobate.

### Discendenza
Pissodaro si sposò con una donna cappàdoce di nome Afneide, dalla quale ebbe una figlia, Ada.